# Chiara Viscardi
Chiara Viscardi (13 agosto 1999) è una calciatrice italiana, difensore del Lumezzane.

## Carriera

### Club
Nata nel 1999, ha iniziato la carriera nel Mozzanica, con il quale ha raggiunto nella stagione 2015-2016 la finale del campionato Primavera, persa per 2-1 contro la Res Roma. Con le mozzanichesi non è riuscita ad esordire in prima squadra.
Nel 2016 ha cambiato squadra, rimanendo nel Bergamasco, passando all'Orobica e debuttando il 2 ottobre, nella gara del 1º turno di Serie B sul campo del Südtirol, vinta per 7-2, entrando al 54' al posto di Giorgia Milesi. Chiusa l'annata al 5º posto in classifica, la stagione successiva vince il girone B della Serie B con 3 punti di vantaggio sull'Inter Milano, accedendo così al play-off per la promozione in Serie A contro la Pro San Bonifacio, vincitrice del gruppo C, e vincendolo per 5-4 ai tiri di rigore dopo l'1-1 di regolamentari e supplementari. Esordisce in massima serie il 20 ottobre 2018, alla 4ª di campionato, in casa contro la Florentia S.G., partendo titolare e perdendo per 2-0. Termina l'esperienza dopo 3 stagioni con 58 presenze.
Retrocessa in Serie B dopo un'annata chiusa al 12º posto, nell'estate 2019 scende ulteriormente di categoria, accordandosi con il Brescia. Ha giocato al Brescia per quattro stagioni consecutive, la prima in Serie C e poi in Serie B. Nell'estate 2023 si è trasferita al Lumezzane, partecipante al campionato di Serie C.

### Nazionale
Nel 2016 è stata convocata in Under-19 dal CT Enrico Sbardella per la prima fase delle qualificazioni all'Europeo di categoria 2017 in Irlanda del Nord, non esordendovi.

## Statistiche

### Presenze e reti nei club
Statistiche aggiornate al 20 aprile 2019.
| Stagione        | Squadra         | Campionato      | Campionato | Campionato | Coppe nazionali | Coppe nazionali | Coppe nazionali | Coppe continentali | Coppe continentali | Coppe continentali | Altre coppe | Altre coppe | Altre coppe | Totale | Totale |
| Stagione        | Squadra         | Comp            | Pres       | Reti       | Comp            | Pres            | Reti            | Comp               | Pres               | Reti               | Comp        | Pres        | Reti        | Pres   | Reti   |
| --------------- | --------------- | --------------- | ---------- | ---------- | --------------- | --------------- | --------------- | ------------------ | ------------------ | ------------------ | ----------- | ----------- | ----------- | ------ | ------ |
| 2016-2017       | Orobica         | B               | 19         | 0          | CI              | ?               | ?               | -                  | -                  | -                  | -           | -           | -           | 19     | 0      |
| 2017-2018       | Orobica         | B               | 22+1       | 0          | CI              | 2               | 0               | -                  | -                  | -                  | -           | -           | -           | 25     | 0      |
| 2018-2019       | Orobica         | A               | 13         | 0          | CI              | 1               | 0               | -                  | -                  | -                  | -           | -           | -           | 14     | 0      |
| Totale Orobica  | Totale Orobica  | Totale Orobica  | 55         | 0          | -               | 3               | 0               | -                  | -                  | -                  | -           | -           | -           | 58     | 0      |
| 2019-2020       | Brescia         | C               | ?          | ?          | CIC             | ?               | ?               | -                  | -                  | -                  | -           | -           | -           | ?      | ?      |
| 2020-2021       | Brescia         | B               | 15         | 0          | CI              | 2               | 0               | -                  | -                  | -                  | -           | -           | -           | 17     | 0      |
| 2021-2022       | Brescia         | B               | 25         | 0          | CI              | 2               | 0               | -                  | -                  | -                  | -           | -           | -           | 27     | 0      |
| 2022-2023       | Brescia         | B               | 24         | 0          | CI              | 2               | 0               | -                  | -                  | -                  | -           | -           | -           | 26     | 0      |
| Totale Brescia  | Totale Brescia  | Totale Brescia  | 64+        | 0+         | -               | 6+              | 0+              | -                  | -                  | -                  | -           | -           | -           | 70+    | 0+     |
| 2023-2024       | Lumezzane       | C               | ?          | ?          | CIC             | ?               | ?               | -                  | -                  | -                  | -           | -           | -           | ?      | ?      |
| Totale carriera | Totale carriera | Totale carriera | 119+       | 0+         | -               | 9+              | 0+              | -                  | -                  | -                  | -           | -           | -           | 128+   | 0+     |

## Palmarès

### Club

#### Competizioni nazionali
- Campionato italiano di Serie B:

Orobica: 2017-2018 (girone B)